# El Mesull
El Mesull és un nucli de l'entitat municipal descentralitzada de Manyanet al terme municipal de Sarroca de Bellera, al Pallars Jussà. Fins al 1972, però, formava part de l'antic terme de Benés, de l'Alta Ribagorça.
És a més de 2 km al nord-est del cap del seu antic municipi, en el mateix vessant de muntanya on hi ha Benés i Manyanet, a la dreta del riu de Manyanet.
Es troba a la part central del seu antic municipi, i a la nord-oest de l'actual de Sarroca de Bellera, al peu d'un serrat i a prop del barranc de la Coscolla, afluent per la dreta del riu de Manyanet. És accessible des de Sarroca de Bellera seguint cap al nord-oest la carretera L-521, i, al cap d'un quilòmetre, quan està a punt d'entroncar amb la N-260, surt cap al nord una pista rural asfaltada que mena a Xerallo, Castellgermà, les Esglésies i la Mola d'Amunt, on arriba en uns 900 metres. Des d'aquest lloc surt cap al nord la pista que comença seguint la vall del riu de Manyanet aigües amunt, però enfilant-se cada cop més decididament cap al nord-oest. Així, en poc més de 3 quilòmetres s'arriba al poble de Benés. Des d'aquest poble cal continuar cap al nord-est per la pista que mena en uns 6 quilòmetres al Mesull. Un quilòmetre i mig abans d'arribar-hi, però, cal seguir una pista secundària que marxa de la principal cap al sud-est.
L'església del Mesull, dedicada a sant Esteve, és sufragània de la de sant Pere de Manyanet.

## Etimologia
Joan Coromines (op. cit.) proposa que el Mesull' procedeix d'una arrel cèltica, clarament indoeuropea, que indica situació intermèdia del poble respecte d'altres.

## Història
El 1381 era senyoriu dels Erill, i tenia 7 focs (uns 35 habitants).
El 1970 tenia 9 habitants, que es van reduir a 4 el 1981. El 2005 hi estaven censades 6 persones, cosa que significava una certa recuperació de la població. El 2019 tenia 3 habitants.